# La abuela (película de 2022)
La abuela es una película hispano-francesa de terror de 2022 dirigida por Paco Plaza y protagonizada por Almudena Amor y Vera Valdez.

## Sinopsis
Susana (Almudena Amor) debe de dejar su vida en París (Francia) trabajando como modelo para regresar a Madrid. Su abuela Pilar (Vera Valdez) acaba de sufrir un derrame cerebral. Años atrás, cuando los padres de Susana murieron, su abuela la crió como si fuese su propia hija. Susana necesita encontrar a alguien que cuide de Pilar, pero lo que deberían ser solo unos días con su abuela, se acabarán convirtiendo en una terrorífica pesadilla. 

## Argumento
Pilar llega a su apartamento donde encuentra el cuerpo de otra mujer de su misma edad. Después, una joven desnuda se aparece frente a ella y le besa la mano. Por otro lado, Susana es una modelo española que trabaja en Francia y que está a punto de firmar un contrato con una importante agencia de modelaje, cuando recibe una llamada del hospital donde le informan que su abuela Pilar ha sufrido un accidente y ha quedado física y mentalmente reducida. Por lo que decide hacerse cargo.
A menudo que la convivencia avanza, Susana nota un comportamiento inusual en su abuela, el cual además de errático genera mucho miedo. Paralelamente, es abrumada por muchas pesadillas. Un día, una joven entra al apartamento y se presenta como Eva, la nieta de la mejor amiga de Pilar. Tras una conversación breve con Susana, se va prometiendo volver. La conducta errática de Pilar asusta más a Susana que descubre un viejo diario que tenía guardado en su cama. Al examinarlo se percata de unas escalofriantes imágenes donde ella y Eva son parte de un ritual. 
Pocos días después, Susana logra contratar a una cuidadora, pero muere a causa de un estrepitoso accidente automovilístico al poco tiempo de salir de la reunión, luego de que Pilar recitara una serie de oraciones. Esa noche es internada en un asilo de ancianos, pero este se quema misteriosamente matando a todas las personas dentro. Sin embargo, cuando Susana regresa al apartamento, se encuentra a su abuela.
Al día siguiente, la envenena mientras desayunan, llamando a urgencias notificando la muerte, pero se da cuenta de que el cuerpo de su abuela no está. Eva llama al apartamento y le pregunta a Susana si es Pilar, a lo que ella responde que no. En ese momento, Pilar logra capturarla y mediante un conjuro logra atrapar su alma. Finalmente, se revela que la chica desnuda del inicio es Eva, quien también es su abuela, y que junto a Pilar en el cuerpo de Susana, admiran sus respectivos cuerpos frente a un espejo.

## Reparto
- Almudena Amor como Susana
- Karina Kolokolchykova como Eva
- Vera Valdez como Pilar
- Chacha Huang como Camarera

## Producción
La película fue producida por Apache Films (Enrique López Lavigne), Atresmedia Cine y Sony Pictures, con apoyo de Amazon Prime Video.
En unas notas publicadas por la productora belga Scope, Paco Plaza, el director de la película, desgranó algunas de las claves de la película, donde vincula la historia de terror al subgénero de las posesiones demoníacas y explicó el gran tema de la película: la vejez.

## Rodaje
El rodaje de la película se llevó a cabo en el verano de 2020 filmando en localizaciones de Madrid y París.

## Estreno
La película se estrenó en cines el 28 de enero de 2022. Tras su estreno en salas, se estrenó en Amazon Prime Video.